# Hermann Heinrich Gossen
Hermann Heinrich Gossen (Düren, 7 de septiembre de 1810–Colonia, 13 de febrero de 1858) fue un economista alemán, autor de "Evolución de las leyes del intercambio humano", obra en la cual enuncia una serie de leyes que luego servirían de base a la teoría de la utilidad marginal.
Gossen estudió en Bonn y trabajó en la administración prusiana hasta su retirada en 1847. Posteriormente, se dedicó a la venta de seguros. Precursor del marginalismo y de la economía matemática, permaneció totalmente ignorado hasta que primero Jevons y luego Walras le rescataron del olvido, poniendo de manifiesto los importantes logros de su Entwicklung der Gesetze des menschlichen Verkehrs ("Desarrollo de las leyes del intercambio entre los hombres") de 1854.

## Biografía
Gossens era hijo del recaudador de impuestos Georg Joseph Gossen (* 15. diciembre de 1780 en Düren; † 7. octubre de 1847 en Colonia) y de su esposa Maria Anna Mechthildis, de soltera Scholl (* 22. febrero de 1768 en Aquisgrán; † 29. junio de 1833 en Muffendorf) en el Arrondissement de Aquisgrán (Aix-la-Chapelle). Su abuelo ya había sido recaudador de impuestos electorales en Düren. Hermann también debía su nombre de pila afrancesado Armand al periodo francés. Sus padres se trasladaron a Colonia en 1824 y al año siguiente a Muffendorf, cerca de Bonn, para cultivar la finca de Muffendorf, actual Siegburger Hof. Gossen asistió a la Escuela Real de Gramática de Bonn, de la que surgió la Escuela de Gramática Beethoven de Bonn.
Gossen se matriculó el 18 de diciembre de 1829, inicialmente como stud. cam. en la Universidad de Bonn, donde -a partir del semestre de invierno 1830/31- estudió como stud jur. et cam. - tres semestres. Llegó a ser miembro del Corps Rhenania Bonn.  Tras un semestre en la Universidad de Berlín, en la que se matriculó como stud. jur. pero tomó clases principalmente con Friedrich Carl von Savigny y Johann Gottfried Hoffmann, regresó a la Universidad de Bonn en el semestre de invierno de 1831/32, donde permaneció hasta el semestre de verano de 1834. La elección de los estudios de Derecho correspondía menos a su inclinación que a los deseos de su padre, que le había destinado a la carrera funcionarial prusiana. Sus verdaderos intereses eran las matemáticas y la música.  En 1834 fue nombrado asesor gubernamental en Colonia, en 1844 asesor gubernamental en Magdeburgo y en 1845 en Erfurt. A la muerte de su padre, en 1847, abandonó la función pública. Tras un breve periodo en Berlín, donde elaboró las bases matemáticas de diversas formas de seguro, se instaló en Colonia como director de seguros. Sin embargo, sus seguros contra el granizo y la muerte del ganado no tuvieron el éxito que él esperaba. A partir de este momento, vivió en Colonia hasta el final de su vida. El posterior presidente del gobierno de Colonia Franz Heinrich Gossen era su tío.

## Obra
Gossen partía de la idea de que el objeto de la conducta humana era conseguir el máximo goce posible. Basándose en esto, formuló dos leyes que llevan su nombre.

### Primera ley de Gossen
- La primera ley de Gossen, conocida como Ley del decrecimiento de la utilidad marginal, supone que la cantidad de goce que un individuo obtiene de una unidad de un bien disminuye a medida que se van satisfaciendo sus necesidades con otras unidades de dicho bien.

La primera ley de Gossen se puede interpretar expresando que cuando cualquier placer continúa sin interrupción, su intensidad, después de ser inicialmente alta, disminuye y finalmente se vuelve cero. Como Gossen evalúa la necesidad de placer, esta primera ley también se conoce como la ley de "intensidad decreciente de las necesidades" o la ley de "saciabilidad de las necesidades".
Gossen dice también que la forma e inclinación de la curva de disminución de una necesidad varía según los individuos y -para un mismo individuo- de una necesidad a otra, según la variación de su intensidad bajo la influencia de sucesivas satisfacciones.
Dos economistas vieneses reformularán esta ley:
Wieser reemplaza el análisis del placer por el análisis del deseo de usar varias unidades de un bien.[cita requerida]
H. Mayer introduce la dimensión temporal en el plan de consumo de un individuo y se destaca a partir de un estudio de necesidades de tipo hedónico. Para él, el sujeto no prioriza sus necesidades por orden de aparición sino por orden de importancia. Y una necesidad de igual intensidad que se manifieste periódicamente debe considerarse de idéntico valor para cada período del plan de consumo. Esto establece la noción de periodicidad de las necesidades en el tiempo.[cita requerida]

### Segunda Ley de Gossen
- La segunda ley de Gossen, conocida como Ley de la igualdad de las utilidades marginales ponderadas, sostiene que el máximo goce se consigue cuando para todos los bienes la última unidad monetaria invertida en ellos produce la misma utilidad.

La segunda ley se puede interpretar, expresando que cuando se repite una sensación placentera, el grado de intensidad del placer y su duración disminuyen con cada repetición. La intensidad y la duración disminuyen tanto más rápidamente cuanto más rápido se suceden las repeticiones.
Estas observaciones anuncian los enfoques de tipo marginalista : Para estos, el consumidor en el acto de compra, se esfuerza por emplear cualquier unidad monetaria adicional para mantener el mismo nivel de satisfacción. (En términos marginalistas: la utilidad marginal, dividida por el precio marginal, debe ser máxima o al menos igual para todos los bienes comprados, teniendo en cuenta la restricción presupuestaria.)
Conclusión: si uno de los bienes comprados genera menos satisfacción marginal, entonces el consumidor debe renunciar a cualquier nueva compra de este bien, para dedicar sus unidades monetarias disponibles a la compra de otros bienes, y así obtener más o al menos tanta satisfacción.

### Tercera ley de Gossen
Se habla menos de ella, pero básicamente establece que un bien tiene valor solo si la cantidad disponible es insuficiente para satisfacer la demanda total. Por lo tanto, la escasez es un requisito previo para el valor.

### Consideraciones
A partir de las leyes de Gossen, los autores neoclásicos pusieron de manifiesto su oposición a la explicación teórica de que los valores de cambio (precios) de los bienes son los costes de producción, tal como sostenían los autores clásicos, para quienes el valor de uso de un bien (o utilidad) no servía para explicar los precios a los cuales se efectuaba el intercambio.
En su libro Desarrollo de las leyes del intercambio entre los hombres (Entwickelung der Gesetze des menschlichen Verkehrs, und der daraus fließenden Regeln für menschliches Handeln), que se publicó en Braunschweig en 1854, presentó sus teorías sobre la utilidad marginal utilizando métodos matemáticos y formuló las dos leyes de Gossen, con las que fundó la escuela de utilidad marginal y por lo tanto la teoría neoclásica. En ese momento, la consideración matemática de las relaciones económicas no era común. Probablemente debido a su complejidad, su libro no encontró seguidores durante su vida. Después de la muerte de Gossen, se consideró perdido durante mucho tiempo. Solo unas pocas copias sobreviven hoy. Sin embargo, Gossen debe haber sabido la importancia de su idea; incluso los comparó con la revolución copernicana.
Después de 1870, aparecieron casi simultáneamente los trabajos de Léon Walras, Carl Menger y William Stanley Jevons, que también presentaban la teoría de la utilidad marginal. Si bien todavía había controversia sobre quién los descubrió primero, un colega de Jevons logró descubrir que Gossen había sido el primero. Los logros de Gossen fueron reconocidos y se hicieron más fáciles de entender gracias a una menor matematización. Debido a que los logros de Gossen solo se conocieron décadas después de su muerte, al principio se sabía poco sobre la historia de su vida. Léon Walras encontró en el sobrino de Gossen, Hermann Kortum , el pariente vivo más cercano y publicó su información en 1885 en el Journal des économistes. La correspondencia relevante fue publicada en 1965 por William Jaffé. Una evaluación detallada de las fuentes primarias solo fue realizada en 1931 por el estudiante de doctorado de Gießen, Karl Robert Blum.

## Reconocimientos
La ciudad de Düren colocó una placa conmemorativa en memoria de Gossen en el sitio de su lugar de nacimiento dañado por la guerra en Steinweg 9 y nombró una calle en su honor en 1970. La ciudad de Colonia también lo honró dándole nombre a una calle, la Hermann-Heinrich-Gossen-Strasse en el distrito de Marsdorf. Desde 1997, la Asociación para la Política Social, la Sociedad de Ciencias Económicas y Sociales, ha otorgado el Premio Hermann Heinrich Gossen a economistas del mundo de habla alemana cuyo trabajo ha obtenido reconocimiento internacional.
- El Centre for Economic Policy Research otorga también un Premio Hermann H. Gossen. En 2024 este premio fue otorgado a Christoph Trebesch. [9]